# Завод МТВЕ в Джебель-Алі
Завод МТВЕ в Джебель-Алі — підприємство в Об'єднаних Арабських Еміратах, котре здійснює випуск високооктанової паливної присадки — метилтретинного бутилового етеру (MTBE).
У 1980 році Dubai Natural Gas відкрила у Джебель-Алі (дещо західніше від столиці емірату Дубаї) газопереробний завод, котрий випускав зріджений нафтовий газ. А в 1995-му тут же організували виробництво MTBE, який отримують реакцією метанола з ізобутиленом. Останній виробляла установка дегідрогенізації ізобутану потужністю 315 тисяч тон на рік, при цьому необхідну для її роботи сировину продукувала установка ізомеризації бутана (котрий, в свою чергу, отримували від базового газопереробного заводу)
Потужність заводу перавісно становила 500 тисяч тон MTBE на рік. А в середині 2010-х цей показник довели до 675 тисяч тон.